# Cheickna Seïdy Diawara
Pour les articles homonymes, voir Diawara.
Cheickna Seïdy Diawara est un homme politique malien, ministre du plan et de la prospective du Mali.

## Biographie
Il fit ses études à l'Institut de géologie et du pétrole de Moscou (Goupkin) où il a obtenu un diplôme d'ingénieur-géologue spécialisé dans la recherche et la prospection des gisements de pétrole et de gaz. Après un bref passage au centre de recherche de Pau en France, il rentre au Mali.

## Expériences
Après son retour au Mali, il a travaillé à la direction nationale de la géologie et des mines. Géologue pétrolier, il s'y occupe de la promotion des bassins sédimentaires, du suivi des travaux de prospections, de synthèse et d'évaluation pétrolière et participe aux sondages pétroliers.
En 2013, il est nommé ministre du plan et de la prospective dans le gouvernement de Oumar Tatam Ly.